# Bohumil Jiroušek
Bohumil Jiroušek (* 16. července 1972 Benešov) je český historik, v letech 2020 až 2024 rektor Jihočeské univerzity v Českých Budějovicích.

## Život
V letech 1990 až 1995 vystudoval obor český jazyk a literatura – dějepis na Pedagogické fakultě Jihočeské univerzity v Českých Budějovicích. V rámci doktorského studia českých dějin na Historickém ústavu JU se specializoval na problematiku historiografie a moderní české a středoevropské historie a kultury. Následně působil na Historickém ústavu Filozofické fakulty JU, v letech 2000 až 2004 také v Archivu Akademie věd ČR a v Ústavu pro soudobé dějiny Akademie věd ČR, v roce 2005 se habilitoval a v roce 2014 byl jmenován profesorem českých dějin a československých dějin (na návrh Univerzity Pardubice).
Předmětem jeho odborného zájmu jsou kulturněhistorické a kulturální přístupy, problematika historiografie, vazby mezi vědou, kulturou, ideologií a politikou. Na Filozofické fakultě JU je vedoucím Oddělení kulturálních studií v rámci Ústavu věd o umění a kultuře. V letech 2011 až 2016 byl proděkanem pro vědu a výzkum FF JU.
V květnu 2016 byl jmenován prorektorem pro rozvoj a vnitřní hodnocení Jihočeské univerzity v Českých Budějovicích, později prorektorem pro vnitřní hodnocení. V prosinci 2019 jej Akademický senát JU zvolil hned v prvním kole první volby kandidátem na funkci rektora Jihočeské univerzity v Českých Budějovicích. V březnu 2020 jej do funkce jmenoval prezident ČR Miloš Zeman, a to s účinností ode dne 1. dubna 2020. V pozici rektora vystřídal Tomáše Machulu. Post rektora zastával do konce března 2024, do další volby se již z osobních důvodů nepřihlásil. Od dubna 2024 jej ve funkci vystřídal Pavel Kozák.
Ve volném čase rád cestuje, oblíbenými lokalitami jsou například příhraniční oblasti Bavorska, Rakouska nebo Polska.